# Danny Saucedo
Daniel Gabriel Alessandro Saucedo Grzechowski, mer känd under artistnamnen Danny Saucedo eller bara Danny, född 25 februari 1986 i Katarina församling i Stockholm, är en svensk popartist, låtskrivare och sångare. Han slog igenom med sin medverkan i TV-programmet Idol 2006 där han blev den sjätte finalisten att slås ut. Han har därefter släppt tre album och elva singlar som soloartist varav debutalbumet Heart Beats toppade svenska albumlistan och singlarna "Tokyo", "Play It for the Girls" och "Radio" toppade svenska singellistan.
Danny Saucedo släppte även tre album och åtta singlar som medlem i gruppen E.M.D., varav ett album och fyra singlar toppade svenska listor. Låten "Jennie Let Me Love You" vann en Grammis för "Årets låt 2008". Gruppen tog en paus efter 2010.
Danny har tävlat i Melodifestivalen fem gånger, alla gångerna som både sångare och låtskrivare. 2009 gjorde han det med E.M.D. och låten "Baby Goodbye" som slutade trea, 2011 med "In the Club" som kom på andra plats och Melodifestivalen 2012 med låten "Amazing" som också fick en andra plats. Även 2013 medverkade han i Melodifestivalen, den gången som programledare tillsammans med Gina Dirawi. 2021 återvände han till Melodifestivalen för sitt fjärde försök med låten "Dandi dansa". Låten gick direkt till final.
Under 2016 medverkade Danny i den sjunde säsongen av TV4:s program Så mycket bättre.
Vid sidan av musikkarriären har Danny även arbetat som röstskådespelare vid dubbning av film till svenska.

## Biografi
Danny Saucedo har en boliviansk mor och en polsk far, och talar förutom svenska även engelska, spanska, polska och franska.
Han är klassiskt skolad och har studerat vid Adolf Fredriks musikklasser, Lilla Akademien och vid Södra Latins gymnasium i Stockholm.
Saucedo har varit frontman i kampanjer för bland annat Folktandvården, BRIS, i Cancerfondens Rosa bandet-kampanj och i en fotokalender till förmån för Friends och Naturskyddsföreningen. Han har beskrivit sig själv som miljömedveten, och har uppmärksammats för sitt miljöengagemang bland annat i sin roll som Earth Hour-ambassadör. Med E.M.D. medverkade han i ett humorinslag på SVT, "Alltid lika fruktansvärt fräsch".
Saucedo har uppgett att hans största musikaliska förebilder är Elvis Presley, Michael Jackson, Robin Thicke, Brian McKnight och George Michael. Han anser att "Rock with You" med Michael Jackson är en av världens bästa låtar.
Om sin egen musik har han sagt att han inte uppfinner hjulet, men att den har en personlig touch. "Det är dance, fast på mitt sätt." Musikbranschen har han beskrivit som en bransch där allt går fort. "Det kommer nya söta pojkar som kanske petar ner mig. Jag jobbar ju för att det är kul, men samtidigt försöker jag ju garantera mig en plats hela tiden."
Saucedo har sedan sin medverkan i tävlingen Idol varit öppen med att han är kristen och har en stark tro på Jesus; han är praktiserande katolik.

## Solokarriär

### Medverkan iIdol 2006och andra framträdanden

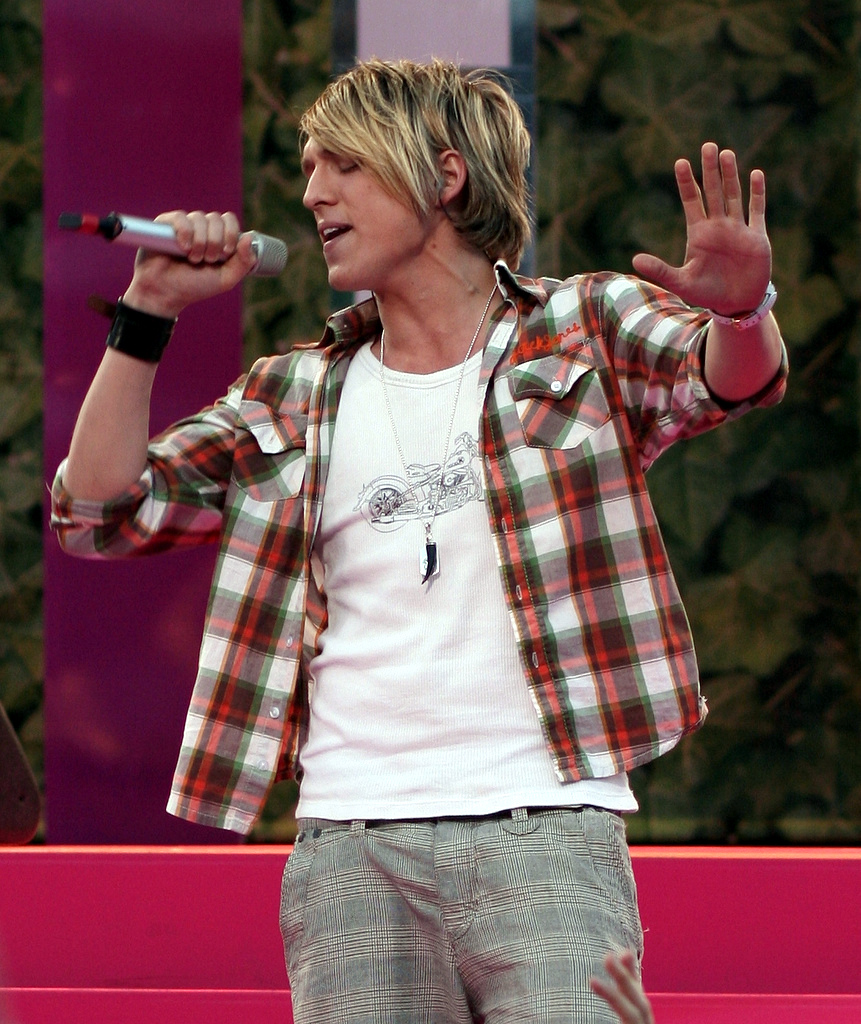
Danny framför "Tokyo" i Sommarkrysset på Gröna Lund 2007.

Här listas de framföranden som Saucedo gjorde under sin medverkan i Idol 2006.
| Etapp        | Låttitel                            | Originalartist | Tema                           |
| ------------ | ----------------------------------- | -------------- | ------------------------------ |
| Audition     | "I Swear                            | All-4-One      | -                              |
| Slutaudition | "No One Else Comes Close"           | Joe            |                                |
| Slutaudition | "(Everything I Do) I Do It for You" | Bryan Adams    | Duett (med Felicia Brandström) |
| Slutaudition | "Isn't She Lovely"                  | Stevie Wonder  | -                              |
| Kval         | "What's Left of Me"                 | Nick Lachey    | -                              |
| Final 1      | "Blame It on the Boogie"            | Jackson 5      | Min Idol                       |
| Final 2      | "Öppna din dörr"                    | Tommy Nilsson  | Svenska Hits                   |
| Final 3      | "So Sick"                           | Ne-Yo          | Hits från 2000-talet           |
| Final 4      | "Sweet Child O' Mine"               | Guns 'n' Roses | Rock                           |
| Final 5      | "Lately"                            | Stevie Wonder  | Favoriter från Audition-turnén |
| Final 6      | "End of the Road"                   | Boyz II Men    | Akustiskt                      |

Den 9 december 2006 uppträdde han med bland andra Markoolio och Amy Diamond under en julshow i Globen.

### AlbumdebutHeart Beats2007
Alla hjärtans dag 2007 släppte han "Tokyo" som blev hans första etta på svenska singellistan och med den deltog han 2008 i den polska musikfestivalen Sopot International Song Festival en av de största musiktävlingarna i Europa. Den andra singeln "Play It for the Girls" toppade singellistan samma vecka som Dannys debutalbum Heart Beats debuterade på albumlistans första plats.
Den 12 september släppte Danny singeln "If Only You" tillsammans med Therese Grankvist. Låten nådde tredje plats på singellistan i Sverige, men toppade listor i Ryssland, Japan och Polen, och låtens upphovsmän tilldelades priset Stimgitarren Platina för årets mest spelade låt efter att den spelats 95 062 gånger i radio.

### Medverkan iLet's Danceoch albumSet Your Body Free2008

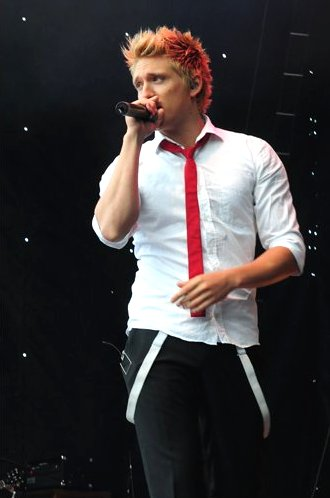
Konsert 15 februari 2008.

Saucedo medverkade tillsammans med Malin Johansson i TV4:s dansunderhållning Let's Dance 2008 och kom på fjärde plats. Saucedo och Jeanette Carlsson dansade för Sverige i Eurovision Dance Contest 2008 den 6 september. De siktade på en placering bland de tre främsta men slutade på plats tolv. Saucedo släppte singeln "Radio" den 3 november 2008. Albumet Set Your Body Free släpptes den 24 december samma år.
Tillsammans med Oscar Görres skrev han "From Brazil with Love" till Alcazars skiva Disco Defenders.

### Melodifestivalen2009
E.M.D. deltog i Melodifestivalen 2009 med låten "Baby Goodbye". De tog sig vidare från delfinalen i Leksand direkt till final. Väl i finalen slutade de på tredje plats.

### Melodifestivalen2011 och albumIn the Club

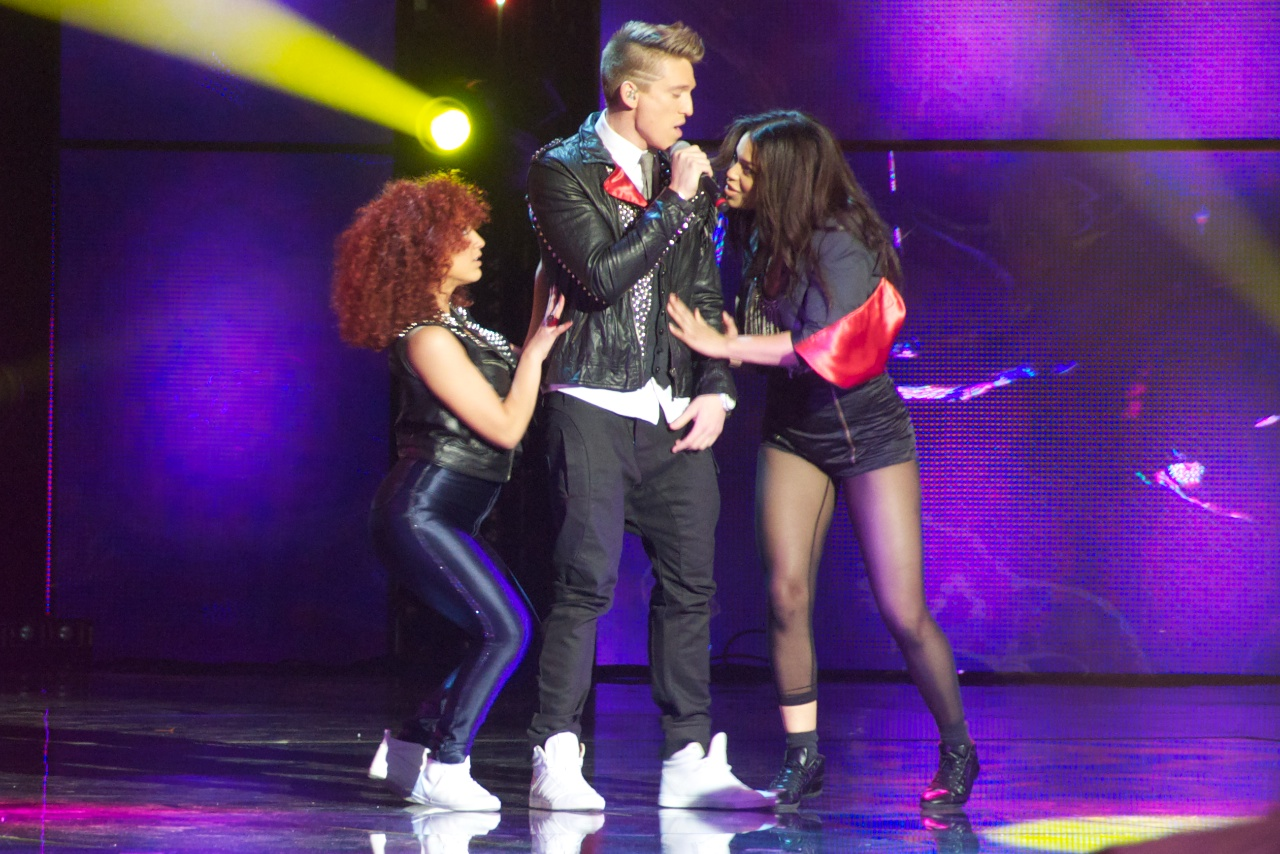
Danny vid Generalrepetitionen i Luleå inför den första delfinalen i Melodifestivalen 2011

Efter att ha arbetat med Erik Segerstedt och Mattias Andréasson som gruppen E.M.D. släppte Danny i början av 2011 sin första singel och video på flera år, "In Your Eyes", och kort därefter var han åter aktuell i Melodifestivalen, denna gång som soloartist med "In the Club". 
Inför framförandet i Melodifestivalen anlitade han koreografen Nick Bass 
Bidraget tog sig direkt vidare till finalen i Globen med 60 872 röster i första omgången, mer än dubbelt så många som tvåan (i första omgången), Pernilla Andersson. Den andra låten att ta sig vidare blev senare Swingflys "Me and My Drum".

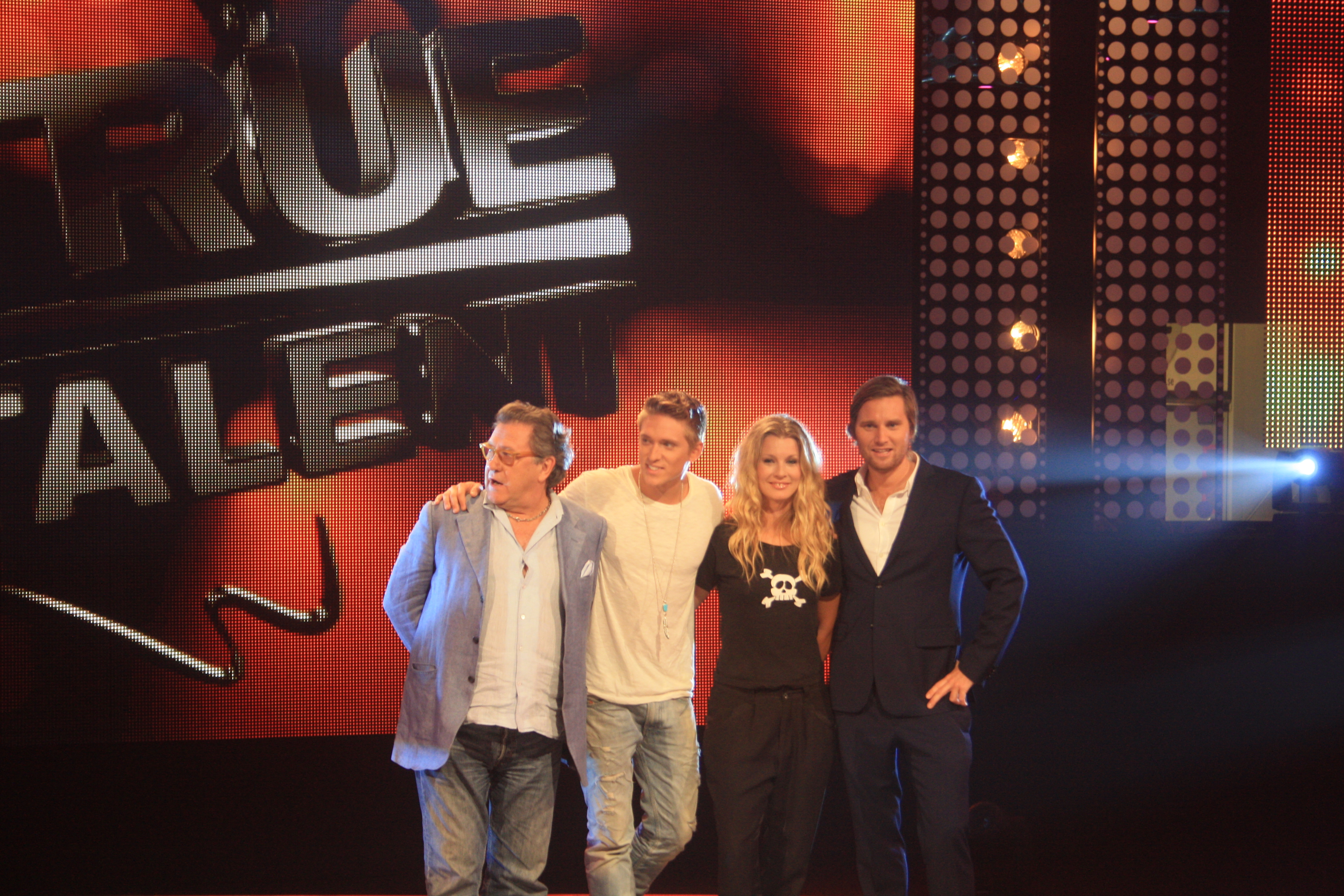
Danny var en av sångcoacherna i True Talent.

"In the Club" var den andra låten efter "In Your Eyes" att släppas som singel från albumet In the Club och den toppade Digilistan vecka 10. På skivan har Danny samarbetat med artisterna The Provider, Swingfly
och Lazee.
Sommaren 2011 framträdde Danny i Allsång på Skansen, Lotta på Liseberg, Sommarkrysset och Ung08-festivalen. Under hösten framträdde han i Moraeus med mera och är en av tre sångcoacher i True Talent.

### Melodifestivalen2012
Saucedo deltog 2012 med låten "Amazing" i Melodifestivalens delfinal i Malmö och gick direkt till final. I finalen kom Danny på andra plats efter Loreen som framförde låten Euphoria. Efter finalen fick Danny kritik för att ha uttalat att hans nummer skulle ha haft bättre chanser i Europa än Loreen.

### Programledare iMelodifestivalen2013
Saucedo ledde Melodifestivalen 2013 tillsammans med Gina Dirawi. Tillsammans var de två de yngsta programledarna som lett programmet dittills. I programmet medverkade han i två mellanakter kallade "Karl för sin kostym" och "Indie club" (In the Club i en Bollywood-version). I den sista deltävlingen i Malmö framförde han "Not a Sinner nor a Saint" som en del i Alcazars medley. I andra chansen sjöng Saucedo och Dirawi med tvillingarna Jedward.
I november 2012 släpptes ett videoklipp på YouTube via hemsidan aldrigvila.se där Danny Saucedo använder sig av ordet "svartingar" i samband med ett träningspass på en strand i Los Angeles. Kort därpå ber Saucedo om ursäkt: "Alla som känner mig eller har träffat mig vet att jag inte är rasist. Jag är själv utländsk. Jag är en ”blattelover” helt enkelt."

### Melodifestivalen2016
Tillsammans med Molly Sandén och John Alexis skrev Danny "Youniverse" som var Molly Sandéns bidrag i 2016 års upplaga av Melodifestivalen.

### Melodifestivalen2021
Danny tävlade i den första deltävlingen av Melodifestivalen 2021 som hölls på Annexet i Stockholm. Bidraget "Dandi dansa" skrev han tillsammans med Karl-Johan Råsmark. Han var det första bidraget att gå direkt vidare till finalen där han slutade på en sjunde plats. Detta var hans fjärde gång i tävlingen.

## E.M.D.

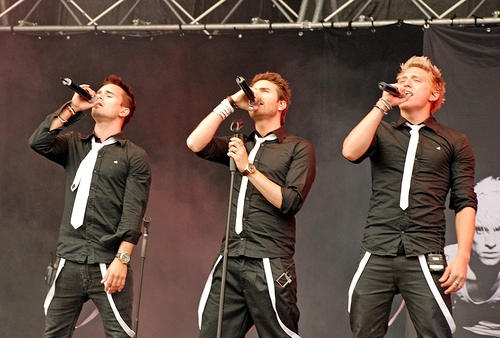
Erik Segerstedt, Mattias Andréasson och Danny Saucedo som E.M.D.

För information om E.M.D.s diskografi, se E.M.D..
Danny startade sånggruppen E.M.D. tillsammans med Idol-deltagarna Erik Segerstedt och Mattias Andréasson. Den 19 december 2007 släppte de sin första singel "All for Love" som toppade singellistan i 6 veckor och sålde 60 000 exemplar (3 x platina). Debutalbumet A State of Mind, som släpptes 14 maj 2008, låg 42 veckor på albumlistan. Singeln "Jennie Let Me Love You" vann en Grammis för "Årets låt 2008".
Gruppen tog paus efter 2010.

## Privatliv
Saucedo hade ett förhållande i nio år fram till 2012 med Janna Gränesjö (född 1984). Den 11 februari 2013 gick Saucedo och artisten Molly Sandén ut i Expressen med att de var ett par. Den 12 mars 2016 meddelade paret att de var förlovade. Den 1 mars 2019 meddelade Saucedo och Sandén att de hade brutit sin förlovning.
Tillsammans med sin partner Anna Eriksson har han en son född 2023.

## Diskografi

### Album
| År   | Titel                                        | Info       |
| ---- | -------------------------------------------- | ---------- |
| 2006 | Det bästa från Idol 2006                     |            |
| 2007 | HeartBeats                                   | #1 Sverige |
| 2008 | Set Your Body Free                           | #2 Sverige |
| 2011 | In the Club                                  | #3 Sverige |
| 2015 | Hör vad du säger men jag har glömt vad du sa |            |
| 2016 | Så Mycket Bättre - Tolkningarna              |            |
| 2022 | TRETTIOSEX                                   |            |

### Singlar
| År   | Titel                                              | Info                       |
| ---- | -------------------------------------------------- | -------------------------- |
| 2006 | Öppna din dörr                                     | #24 Sverige                |
| 2007 | Tokyo                                              | #1 Sverige (Platina)       |
| 2007 | Play It for the Girls                              | #1 Sverige (Guld)          |
| 2007 | If Only You (feat. Therese Grankvist)              | #3 Sverige #1 Polen (Guld) |
| 2008 | Hey (I've Been Feeling King of Lonely)             |                            |
| 2008 | Radio                                              | #2 Sverige                 |
| 2009 | Need to Know                                       | #39 Sverige                |
| 2009 | All on You                                         | #17 Sverige                |
| 2009 | Emely                                              |                            |
| 2010 | Just Like That (feat. Lazee)                       |                            |
| 2010 | In Your Eyes                                       |                            |
| 2011 | In the Club                                        | #2 Sverige                 |
| 2011 | Tonight (feat. The Provider)                       |                            |
| 2011 | Crash & Survive (Supermarkets feat. Danny Saucedo) |                            |
| 2011 | If Only You (Danny & Freja)                        |                            |
| 2012 | Amazing                                            | #2 Sverige                 |
| 2012 | I can see myself in you (med Tommy Körberg)        |                            |
| 2012 | All In My Head                                     |                            |
| 2012 | Delirious                                          |                            |
| 2013 | Todo El Mundo (Dancing In The Streets)             |                            |
| 2015 | Brinner i bröstet (feat. Malcolm B)                |                            |
| 2015 | Dör för dig                                        |                            |
| 2015 | Så Som I Himlen (Med Tensta Gospel)                |                            |
| 2016 | Hör Vad Du säger Men Har Glömt Vad Du Sa           |                            |

### Priser
- Bästa låt, Tokyo (Nickelodeon Kids Awards 2007)
- Bravoora 2010 - Wokalista roku
- Årets låt, dör för dig (Grammis 2016)

## Filmografi
- 2003 – Ondskan (statistroll)
- 2009 – Disco-Daggarna (röst som Harry) [48][49]
- 2009 – Prinsessan Lillifee 2 (röst som Prins Snö)
- 2010 – Sammys äventyr (röst som Sammy)
- 2013 – En bild i huvudet (kortfilm, huvudroll)
- 2021 – Suedi (som sig själv)